# Monhystera minutaonhystera
Monhystera minutaonhystera är en rundmaskart. Monhystera minutaonhystera ingår i släktet Monhystera, och familjen Monhysteridae. Arten är reproducerande i Sverige.